# Scindapsus alpinus
Scindapsus alpinus är en kallaväxtart som beskrevs av Cornelis Rugier Willem Karel van Alderwerelt van Rosenburgh. Scindapsus alpinus ingår i släktet Scindapsus och familjen kallaväxter.
Artens utbredningsområde är Sumatera. Inga underarter finns listade.